# Košická Polianka
Košická Polianka – wieś (obec) na Słowacji położona w kraju koszyckim, w powiecie Koszyce-okolice. Pierwsze wzmianki o miejscowości pochodzą z roku 1335. 
Według danych z dnia 31 grudnia 2012, wieś zamieszkiwały 1004 osoby, w tym 528 kobiet i 476 mężczyzn.
W 2001 roku rozkład populacji względem narodowości i przynależności etnicznej wyglądał następująco:
- Słowacy – 97,05%
- Romowie – 1,42%
- Węgrzy – 0,44%

Ze względu na wyznawaną religię struktura mieszkańców kształtowała się w 2001 roku następująco:
- Katolicy rzymscy – 91,79%
- Grekokatolicy – 3,39%
- Ewangelicy – 0,33%
- Prawosławni – 0,22%
- Ateiści – 1,31%
- Nie podano – 2,08%